# Gläntsvartspindel
Gläntsvartspindel (Drassyllus pumilus) är en spindelart som först beskrevs av Carl Ludwig Koch 1839.  Gläntsvartspindel ingår i släktet Drassyllus och familjen plattbuksspindlar. Enligt den svenska rödlistan är arten otillräckligt studerad i Sverige. Arten förekommer på Gotland och Götaland. Artens livsmiljö är skogslandskap, jordbrukslandskap. Inga underarter finns listade i Catalogue of Life.